# 의령예술촌
의령예술촌은 1999년 5월 21일 개촌한 의령예술촌은 옛 평촌초등학교를 활용하여 운영해오다 2012년 7월 28일 여름낭만전과 더불어 의령군 궁류면 벽계로 16-32의 새로 조성한 공간으로 자리를 옮겨서 운영하고 있다.
4개의 전시실과 사무실, 작품보관실을 보유하고 있는 전시동을 비롯해 작업동과 체험동, 관리동 등을 갖추고 있다.

## 소재지
- 경상남도 의령군 궁류면 벽계로 16-32

## 발췌문헌
- 《창의-인성교육을 위한 의령 체험활동 길라잡이2》, 경상남도의령교육지원청, 2012